# Eparchie lipecká
Eparchie lipecká je eparchie ruské pravoslavné církve nacházející se v Rusku.

## Území a titul biskupa
Zahrnuje správní hranice území městského okruhu Lipeck a také Volovského, Grjazinského, Dobrinského, Dobrovského, Zadonského, Lipeckého, Těrbunského, Usmaňského a Chlevěnského rajónu Lipecké oblasti.
Eparchiálnímu biskupovi náleží titul biskup lipecký a zadonský.

## Historie
Roku 1918 se tambovský biskup Zinovij (Drozdov) obrátil na patriarchu Tichona s žádostí o vytvoření svou vikariátu Lipeck a Sasovo. Lipecký vikariát byl zřízen roku 1926. Vikariát zahrnoval farnosti Lipeckého, Borinského, Nižně-Studěněckého, Krasninského, Lebeďaňského a Trubetčinského rajónu.
Dne 7. května 2003 byla rozhodnutím Svatého synodu zřízena samostatná lipecká eparchie a to oddělením území z voroněžské eparchie.
Prvním eparchiálním biskupem se stal biskup zadonský a vikář voroněžské eparchie Nikon (Vasin).
Dne 29. května 2013 byla rozhodnutím Svatého synodu zřízena z části území eparchie nová eparchie jelecká.

## Seznam biskupů

### Lipecký vikariát tambovské eparchie
- 1926–1935 Uar (Šmarin), svatořečený mučedník
- 1935–1935 Serafim (Protopopov), dočasný administrátor
- 1935–1936 Alexandr (Toropov)

### Lipecká eparchie
- 2003–2019 Nikon (Vasin)
- od 2019 Arsenij (Jepifanov)